# 613-й корпусной артиллерийский полк
613-й корпусной артиллерийский полк — воинская часть Вооружённых Сил СССР в Великой Отечественной войне. Полк мог называться также 613-й пушечный артиллерийский полк, 613-й артиллерийский полк РВГК или 613-й армейский артиллерийский полк

## История
Сформирован в сентябре 1940 года в Прибалтийском особом военном округе на базе частей Латвийской армии. Являлся корпусным полком 24-го Латвийского территориального стрелкового корпуса. Личный состав сохранил униформу латвийской армии с нашитыми советскими знаками различия.
Перед войной дислоцируется в летнем лагере Литене неподалёку от Гулбене. Имел на вооружении 21 107-мм орудие и 8 152-мм гаубицы «Виккерс».
В действующей армии во время ВОВ с 22 июня 1941 года по 20 июня 1943 года.
Очевидно, что до сентября 1941 года повторил путь 24-го Латвийского территориального стрелкового корпуса, затем ведёт оборону на Демянском направлении, с 6 сентября 1941 года в частности принимает участие в боях у села Молвотицы, отступает восточнее.
C 8 января 1942 года участвует в Торопецко-Холомской наступательной операции, поддерживает наступающие войска в районе озера Олексино, в частности 23-ю стрелковую дивизию, наступает на Холм, на середину апреля 1942 года находится в районе деревни Барабановка Холмского района. Находится в обороне в Холмском районе до начала зимы 1942 года. Затем принимает участие в Великолукоской наступательной операции, до июня 1943 года находится на позициях на реке Ловать в районе деревни Машонкина, Холмского района.
20 июня 1943 года преобразован в 166-й гвардейский артиллерийский полк.

## Подчинение
| Дата            | Фронт (округ)         | Армия             | Корпус                 | Дивизия | Примечания |
| --------------- | --------------------- | ----------------- | ---------------------- | ------- | ---------- |
| 22.06.1941 года | Северо-Западный фронт | 27-я армия        | 24-й стрелковый корпус |         | -          |
| 01.07.1941 года | Северо-Западный фронт | 27-я армия        | 24-й стрелковый корпус | -       | -          |
| 10.07.1941 года | Северо-Западный фронт | 27-я армия        | 24-й стрелковый корпус | -       | -          |
| 01.08.1941 года | Северо-Западный фронт | 11-я армия        | 24-й стрелковый корпус | -       | -          |
| 01.09.1941 года | Северо-Западный фронт | 27-я армия        | -                      | -       | -          |
| 01.10.1941 года | Северо-Западный фронт | 27-я армия        | -                      | -       | -          |
| 01.11.1941 года | Северо-Западный фронт | 27-я армия        | -                      | -       | -          |
| 01.12.1941 года | Северо-Западный фронт | 11-я армия        | -                      | -       | -          |
| 01.01.1942 года | Северо-Западный фронт | 3-я ударная армия | -                      | -       | -          |
| 01.02.1942 года | Калининский фронт     | 3-я ударная армия | -                      | -       | -          |
| 01.03.1942 года | Калининский фронт     | 3-я ударная армия | -                      | -       | -          |
| 01.04.1942 года | Калининский фронт     | 3-я ударная армия | -                      | -       | -          |
| 01.05.1942 года | Калининский фронт     | 3-я ударная армия | -                      | -       | -          |
| 01.06.1942 года | Калининский фронт     | 3-я ударная армия | -                      | -       | -          |
| 01.07.1942 года | Калининский фронт     | 3-я ударная армия | -                      | -       | -          |
| 01.08.1942 года | Калининский фронт     | 3-я ударная армия | -                      | -       | -          |
| 01.09.1942 года | Калининский фронт     | 3-я ударная армия | -                      | -       | -          |
| 01.10.1942 года | Калининский фронт     | 3-я ударная армия | -                      | -       | -          |
| 01.11.1942 года | Калининский фронт     | 3-я ударная армия | -                      | -       | -          |
| 01.12.1942 года | Калининский фронт     | 3-я ударная армия | -                      | -       | -          |
| 01.01.1943 года | Калининский фронт     | 3-я ударная армия | -                      | -       | -          |
| 01.02.1943 года | Калининский фронт     | 3-я ударная армия | -                      | -       | -          |
| 01.03.1943 года | Калининский фронт     | 3-я ударная армия | -                      | -       | -          |
| 01.04.1943 года | Калининский фронт     | 3-я ударная армия | -                      | -       | -          |
| 01.05.1943 года | Северо-Западный фронт | 22-я армия        | -                      | -       | -          |
| 01.06.1943 года | Северо-Западный фронт | 22-я армия        | -                      | -       | -          |

## Командиры
- Ансис Биркенштейнс (1940—41), полковник
- Август Пумпур (1941—?)

## Другие подразделения ствольной полевой артиллерии с тем же номером
- 613-й артиллерийский полк 185-й стрелковой дивизии